# Saint-Léry
Saint-Léry (tiếng Breton: Sant-Leri) là một xã ở tỉnh Morbihan trong vùng Bretagne tây bắc Pháp. Xã này có diện tích 1,58 km², dân số năm 1999 là 164 người. Khu vực này có độ cao từ 58-89 mét trên mực nước biển.
Cư dân của Saint-Léry danh xưng trong tiếng Pháp là Saint-Léritins hoặc Léritins.